# Kejřův mlýn
Kejřův mlýn je bývalý vodní mlýn na říčce Rokytce v Hloubětíně na Praze 9 nedaleko Hořejšího rybníka na adrese K Náhonu čp. 15/2. V roce 2008 byla dokončena jeho přestavba na byty. Před touto rekonstrukcí byl 5. května 2006 zapsán mezi kulturní památky.

## Historie
Historie mlýna, který se nachází ve Starém Hloubětíně, sahá do 16. století. První písemná zmínka pochází z roku 1544 (Křižovnická soudní kniha), kdy ho mlynář Matouš koupil od mlynáře Václava. Mlýn a okolní pozemky vlastnil řád křižovníků s červenou hvězdou, který také vlastnil hospodářský dvůr v Hloubětíně. Mlýn byl po dobu 150 let pronajímán na základě zákupního práva, mlynáři měli povinnost mlít pro řádový špitál obilí a odvádět úrok. V době rozkvětu na konci 16. a počátkem 17. století k mlýnu patřila tři moučná kola, štěpnice, 11 lánů orných polí a dvě louky. Za třicetileté války byl mlýn vypálen a pobořen. Po válce byl mlýn obnoven a nájemci se často střídali s výjimkou let 1713–1730, kdy ho křižovníci vykoupili z dědičného nájmu za 3500 zlatých a sami ho spravovali. V roce 1718 byl mlýn významně upraven. Po válkách o dědictví rakouské, kdy byl mlýn opět poničen, stojí za zmínku měšťan ze Starého města pražského Jakub Bartl (od roku 1780), který nechal areál v roce 1781 upravit, a především Josef Kejř (od roku 1912), po němž je mlýn pojmenován. Tohoto majitele připomíná pamětní deska s nápisem Jos. Kejř 1917. V roce 1899 se zde narodila operní pěvkyně Anna Kejřová. Po druhé světové válce ztratil mlýn svou hospodářskou a obytnou funkci a byl využíván jako sklady (např. pro Čokoládovny Orion).
Na počátku 21. století byl mlýn rekonstruován a doplněn o nové stavby skupinou investorů Star Group Ltd. Vzniklo tak 79 bytů, projekt byl dokončen v roce 2008. Na tento projekt navázaly ještě Kejřův park se 135 byty, který byl dokončen v létě 2012, a Kejřův park 2 s 88 byty, který byl zkoulaudován v prosinci 2013. Jedná se vesměs o čtyř až pětipatrové domy s byty o 36 až 99 metrech čtverečních s balkonem nebo předzahrádkou.

## Areál
Ještě na počátku 21. století tvořila areál hloubětínského vodního mlýna brána, obytná budova, hospodářská budova, mlýnice s náhonem, hospodářská budova v zadní části dvora a mlýnský rybníček vlevo od náhonu. Ze staveb zůstaly zachovány jen tři památkově chráněné části, které jsou všechny na parcele 1757. Jedná se o obytný dům, bránu a budovu hospodářského zázemí.
Obytný dům se sedlovou střechou je dvoupodlažní vila z 20. let 20. století s prvky rondokubismu, která byla postavena na místě staršího obytného domu. V patře má výrazné půlkruhové arkýře a balkon. Brána má půlkruhové zaklenutí se zděnou nadezdívkou, která je na rozích vykrojená. V ose kamenného ostění brány je klenák se znakem řádu křižovníků a datem 1718. Po stranách brány jsou ještě menší půlkruhově zakončené vstupy, které jsou stejně jako brána vyplněny mřížovými kovanými vraty se stáčenými motivy. Hospodářská budova (mlýnice) má mansardovou střechu a štít z 1. poloviny 20. století.

## Majitelé a nájemci (výběr)
- ?–1544 Václav
- 1544–? Matouš
- ?–1562 Václav Houser[8]
- 1562–? Václav z Kolína[8]
- 1584–? Kateřina Smiřická z Hazmburku a na Kostelci nad Černými lesy[8]
- 1609–? Jindřich[9]
- 1617–? Pavel Kyjovský, měšťan Nového Města pražského[9]
- 1618–? Jan Drtina[9]
- 1661–1672 Jan Kocourek, mlynář a měšťan ze Sadské[2]
- 1679–? Ottavio Miseroni z Nového Města pražského[2]
- 1701–? Jan Mautl, měšťan Starého Města pražského[2]
- 1780–? Jakub Bartl, měšťan Starého Města pražského[2]
- 1912–Josef Kejř